# Simulium tescorum
Simulium tescorum är en tvåvingeart som beskrevs av Stone och Boreham 1965. Simulium tescorum ingår i släktet Simulium och familjen knott. Inga underarter finns listade i Catalogue of Life.